# Іщенко Олександр Іванович
Олександр Іванович Іщенко (нар. 28 вересня 1926, село Борисівка, тепер Борисівського району Бєлгородської області, Російська Федерація — ?) — український радянський діяч, 1-й секретар Сумського обкому КПУ. Депутат Верховної Ради СРСР 8—9-го скликань. Депутат Верховної Ради УРСР 7-го скликання. Член ЦК КПУ в 1971—1976 роках.

## Біографія
Народився в родині службовця. Закінчив середню школу.
У 1943—1945 роках служив у Радянській армії, учасник німецько-радянської війни.
З 1946 року навчався у Вовчанському технікумі механізації сільського господарства Харківської області. Після закінчення технікуму вступив до Харківського інституту механізації і електрифікації сільського господарства.
Член ВКП(б) з 1947 року.
У 1953 році закінчив Харківський інститут механізації і електрифікації сільського господарства.
У 1953—1954 роках — асистент кафедри експлуатації машинно-тракторного парку Харківського інституту механізації і електрифікації сільського господарства.
У 1954—1957 роках — секретар Липецького районного комітету КПУ Харківської області.
У 1957—1958 роках — директор Липецької машинно-тракторної станції (МТС) Липецького району Харківської області.
У 1958 — січні 1963 року — інструктор ЦК КПУ.
У січні 1963 — грудні 1964 року — 2-й секретар Сумського сільського обласного комітету КПУ.
У грудні 1964 — 12 червня 1967 року — секретар Сумського обласного комітету КПУ.
12 червня 1967 — 23 квітня 1975 року — 1-й секретар Сумського обласного комітету КПУ.
У травні 1975 — січні 1986 року — заступник голови Державного комітету Української РСР «Укрсільгосптехніка».
Потім — на пенсії в місті Києві.

## Нагороди
- орден Леніна;
- орден Жовтневої Революції;
- орден Трудового Червоного Прапора;
- орден «Знак Пошани»;
- орден Вітчизняної війни ІІ ст. (6.04.1985);
- медаль «За перемогу над Німеччиною у Великій Вітчизняній війні 1941—1945 рр.»;
- медаль «За оборону Радянського Заполяр'я»;
- медалі;
- Почесна грамота Верховної Ради України (2006).